# Ruka

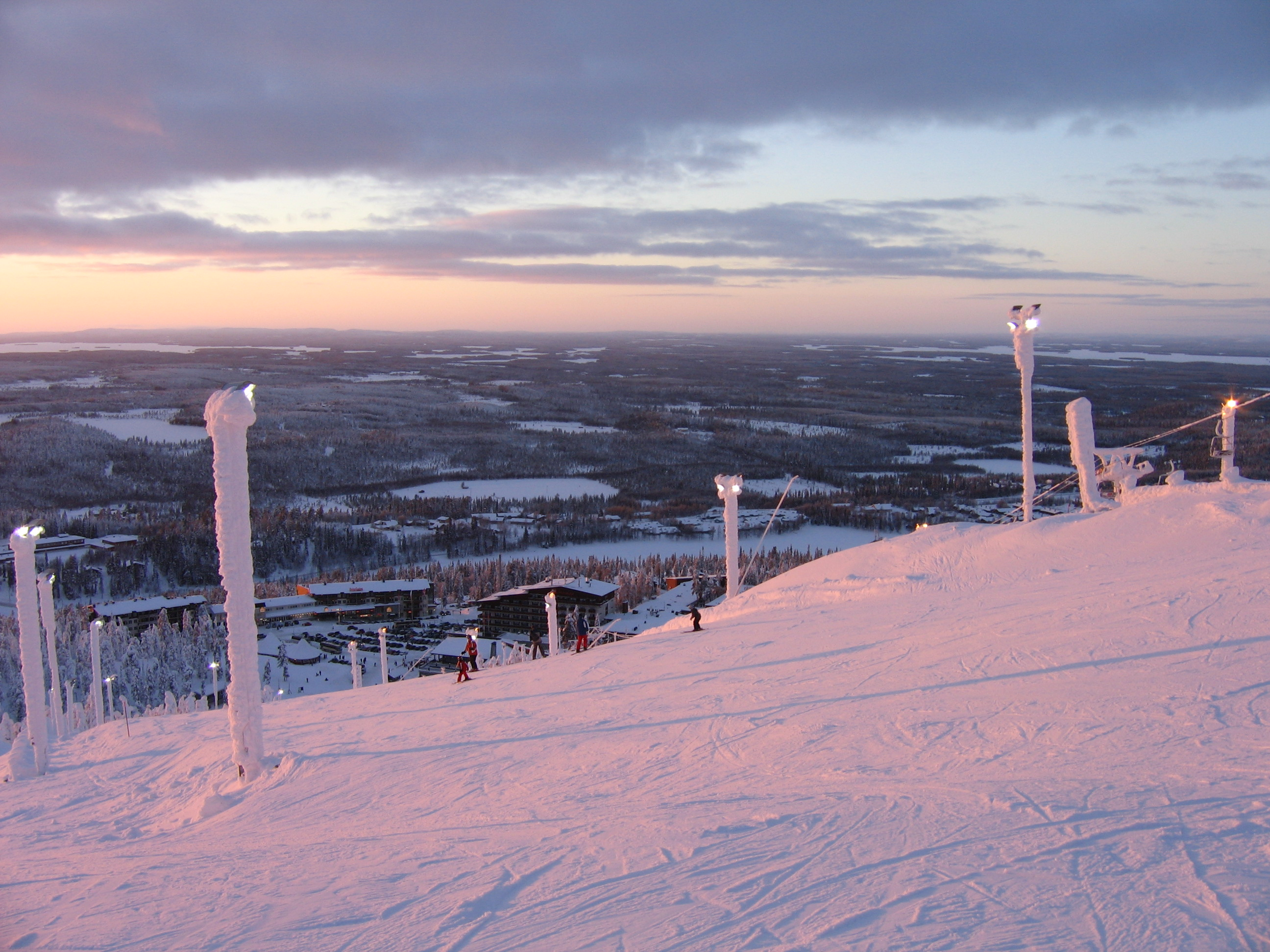
Privelişte de pe Dealul Ruka Rukatunturi - în limba finlandeză

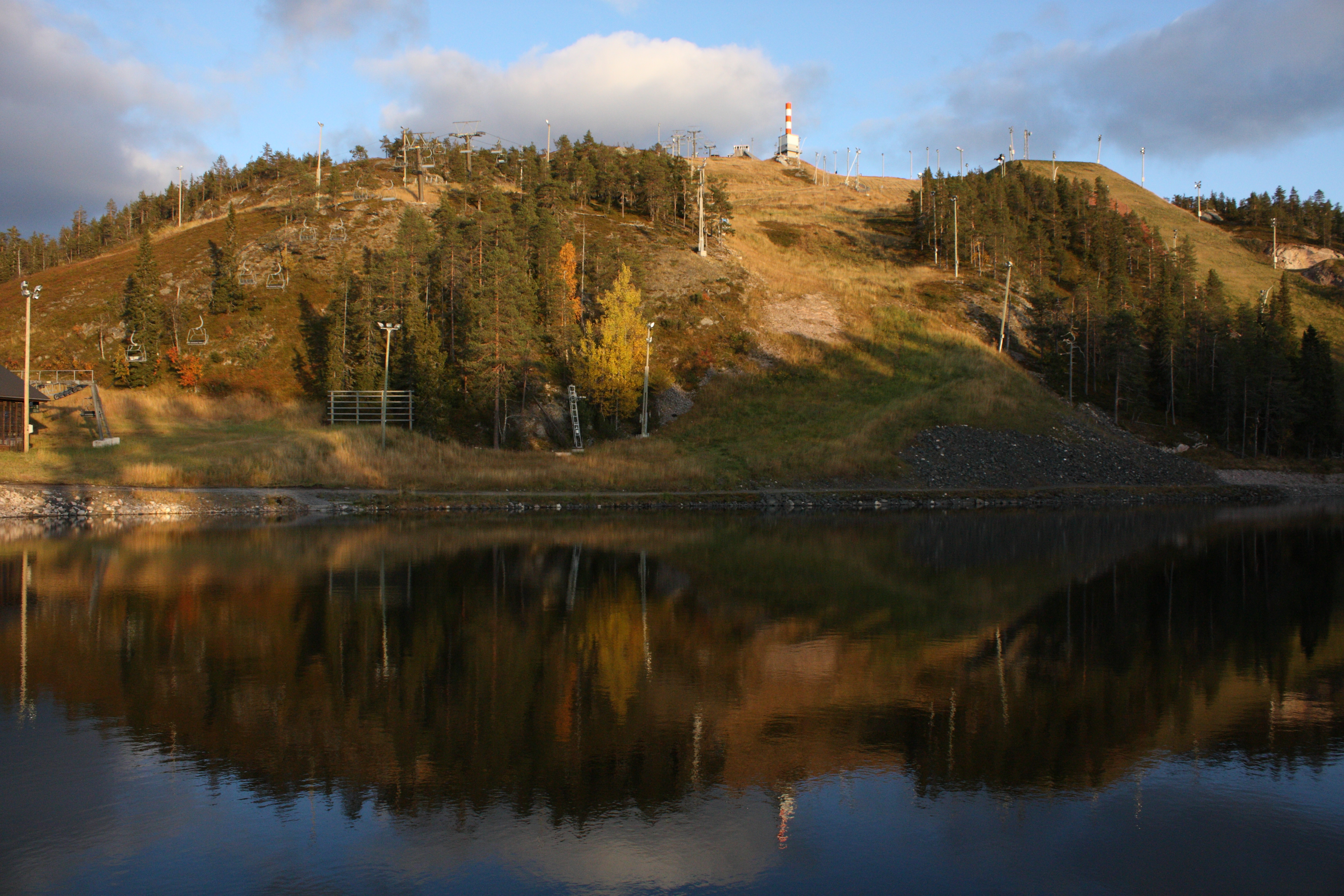
Pârtiile în timpul verii

Ruka este o stațiune turistică situată în zona Kuusamo, Finlanda. În sezonul rece, Ruka este o destinație cunoscută printre iubitorii de ski, însă faptul că este amplasată în Parcul Național Oulanka, faimos pentru impresionatul Cerc al Urșilor sau „Karhunkierros” (traseu turistic de 80 kilometri lungime) o menține populară și în sezonul cald.
Bazat pe „Ruka Master Plan” conceput în 1999, în luna noiembrie 2010 a fost inaugurat Satul de vacanță Ruka, zonă exclusiv pietonală. Parcarea se află în subteranul satului de vacanță, are o capacitate de 320 de locuri și a fost inaugurată în 2008 

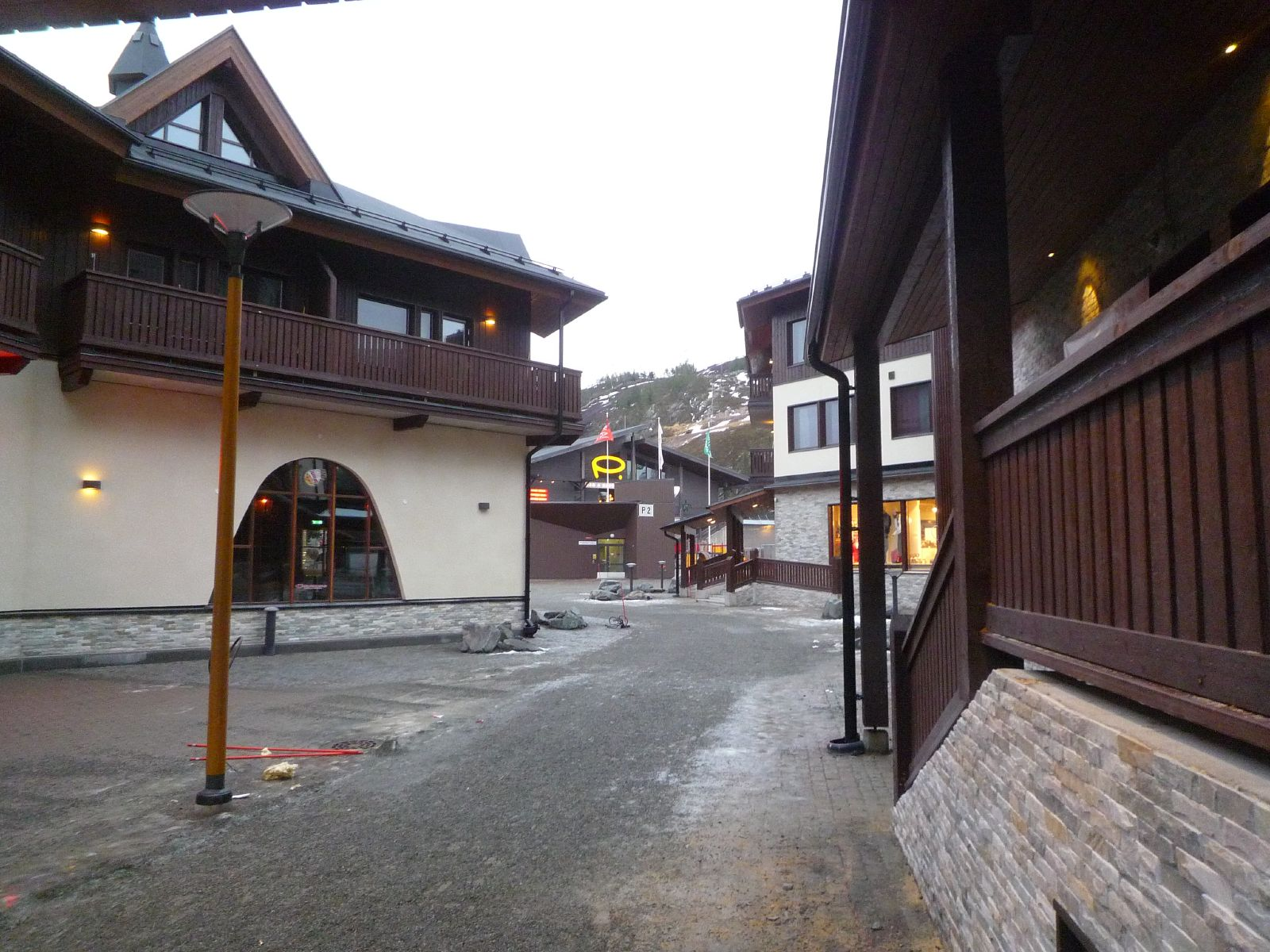
Satul de vacanță Ruka

1. ↑  Arhivat în 6 ianuarie 2012, la Wayback Machine. Satul de vacanță Ruka - site official: limba engleză